# Combretum longipilosum
Combretum longipilosum är en tvåhjärtbladig växtart som beskrevs av Adolf Engler och Diels. Combretum longipilosum ingår i släktet Combretum och familjen Combretaceae. Inga underarter finns listade i Catalogue of Life.